# 吉岡太朗
吉岡 太朗（よしおか たろう、1986年8月27日 - ）は、日本の歌人。京都大学短歌会の出身で、2007年に第50回短歌研究新人賞を受賞。短歌同人誌「町」に所属していた。おさやことりないし長屋琴璃の筆名でも作品を発表している。

## 経歴
石川県小松市出身。2005年、井辻朱美の影響を受けて作歌をはじめ、京大短歌に入会。同会では笠木拓と同期。
2007年、「六千万個の風鈴」30首で第50回短歌研究新人賞を受賞。2009年、同人誌「町」創刊に参加（2011年解散）。京都文教大学人間学部文化人類学科卒業。
2014年、第一歌集『ひだりききの機械』刊行。2019年、第二歌集『世界樹の素描』刊行。SF・ファンタジー的な作風から出発したが、後に関西弁を導入した仏教思想的な作風を切り開いた。

## 著作

### 単著
- 『ひだりききの機械』短歌研究社、2014年4月1日。（解説：黒瀬珂瀾）ISBN 978-4-86272-374-1
- 『世界樹の素描』書肆侃侃房〈現代歌人シリーズ〉、2019年2月17日。ISBN 978-4-86385-354-6

### アンソロジー
- 山田航編『桜前線開架宣言：Born after 1970 現代短歌日本代表』左右社、2015年12月25日。ISBN 978-4-86528-133-0
- 東直子・佐藤弓生・千葉聡編『短歌タイムカプセル』書肆侃侃房、2018年1月31日。ISBN 978-4-86385-300-3

### 共著
- 佐藤通雅編『アルカリ色のくも：宮沢賢治の青春短歌を読む』NHK出版、2021年2月[7]。ISBN　978-4-14-016280-4

### 私家版
- 短歌同名誌『太朗？』（染野太朗との共著）2015年11月23日発行。[注釈 2]
- 洞田明子『歌集　洞田（うろた）』（染野太朗と共編のアンソロジー）2016年5月1日発行。[注釈 3]
- おさやことり・橋爪志保『はるなつ』2017年9月18日発行。※編集・発行は吉岡太朗名義。
- おさやことり・橋爪志保『あきふゆ』2018年1月21日発行。※同上。